# Caso Sarayaku
El caso Sarayaku, conocido oficialmente como caso Pueblo indígena kichwa de Sarayaku vs. Ecuador, fue un proceso judicial que tuvo sus orígenes desde el año 2000 con el inicio de actividades petrolíferas de compañías extranjeras en la provincia de Pastaza, en el oriente ecuatoriano; y concluye con una sentencia de la Corte Interamericana de Derechos Humanos del día 27 de junio de 2012.
El objeto del reclamo por parte del pueblo Sarayaku era el inicio de actividades relacionadas con la exploración y posterior explotación de yacimientos petrolíferos en el territorio que había sido previamente designado para la población indígena. Luego de varias reclamaciones que el pueblo Sarayaku hizo en contra de la Compañía General de Combustibles (CGC) de Argentina por sus actividades en el bloque petrolero 23, en las que se presentaban acusaciones de intento de compra de conciencias, intentar enemistar a las pueblos kichwas de la zona, y la colocación de pentolita sin consultar previamente a los pueblos nativos, se ingresó el caso dentro del Sistema Interamericano de Derechos Humanos el 19 de diciembre de 2003. El caso pasó por la Comisión Interamericana de Derechos Humanos desde 2003 hasta 2010 en la que avocó conocimiento la Corte IDH.
La Corte IDH en el 2012 se pronunció sobre el caso, favoreciendo al pueblo Sarayaku y obligando al Estado ecuatoriano a que acepte su culpabilidad y se disculpe públicamente, que retire la pentolita colocada en el territorio, y adopte mecanismos de consulta previa para casos futuros.

## Partes

### Pueblo indígena kichwa de Sarayaku
Sarayaku es un pueblo de la etnia kichwa asentado en un conjunto de localidades pequeñas ubicadas en las riberas del río Bobonaza, en la provincia de Pastaza, en el Oriente ecuatoriano. Existe un consejo de gobierno denominado tayjasaruta, presidido por el presidente de Sarayaku o tayak apu tayjasaruta; dentro del consejo sus 18 integrantes representan a las comunidades, a las mujeres, a los jóvenes, a los ancianos, quienes toman las mayores decisiones en asamblea general. También dentro del tayjasaruta están representadas las cinco comunidades que conforman el pueblo Sarayaku: Sarayacu Centro, Kali-Kali, Chontayaku, Shiwacocha y Sarayaquillo, estas comunidades son representadas por sus kurakas o ministros jefes. Existe una sexta comunidad denominada Teresa Mama, sin embargo, debido a su distancia y difícil acceso cuentan con su propio presidente y tienen autonomía con respecto a los demás.
En 1992, bajo el gobierno del presidente Rodrigo Borja Cevallos, y luego de varias reclamaciones, el pueblo de Sarayaku obtuvo el título de propiedad de su territorio, correspondiente a un área de más de un millón de hectáreas.

### Estado ecuatoriano
El Estado ecuatoriano estuvo regido por la Constitución de 1979 hasta la administración interina de Fabián Alarcón, en donde se promulgó la Constitución de 1998. Luego de una década, bajo la administración de Rafael Correa se promulgó la  constitución de 2008.
El título de propiedad del pueblo Sarayaku se dio dentro del gobierno de Rodrigo Borja Cevallos, quien estuvo en el poder desde 1988 hasta 1992. Luego llegó la presidencia de Sixto Durán-Ballén, la cual duró de 1992 hasta 1996; siendo sucedido por el gobierno de Abdalá Bucarán Ortiz, quien estuvo en el poder solo por 6 meses debido a que fue depuesto del cargo en febrero de 1997; Rosalía Arteaga Serrano fue presidenta brevemente. Ante el vacío de poder, asumió de forma interina Fabían Alarcón desde 1997 hasta agosto de 1998. El gobierno de Jamil Mahuad se mantuvo solo dos años, hasta el 2000, en el cual fue depuesto del cargo y asumió interinamente el gobierno Gustavo Noboa Bejarano hasta el 2003. Luego de ganar las elecciones de 2002, asume el cargo el militar Lucio Gutiérrez quien gobernó desde el 2003 hasta el 2005, año en el que también es depuesto del cargo, tras lo que subió al poder su vicepresidente Alfredo Palacio hasta el 2007. Desde el año 2007 hasta 2017, ocupó el cargo de presidente el economista Rafael Correa Delgado.

Ubicación del «Bloque 23» dentro de la Amazonía ecuatoriana.

### Compañía General de Combustibles(CGC)
La Compañía General de Combustibles S.A. (CGC) es una empresa argentina cuya actividad principal es la exploración y producción de hidrocarburos. Fue fundada en 1920. En la actualidad cuenta con operaciones dentro de Argentina, Chile y Brasil en el transporte de gas.
En 1995, el Estado ecuatoriano había convocado una licitación internacional para la explotación y explotación de hidrocarburos en un sector de la Amazonía ecuatoriana, dentro de la provincia de Pastaza, dentro de un área denominada como Bloque 23; dicha área estaba conformada por aproximadamente 200.000 ha. La CGC estableció su base de operaciones en Chonta, teniendo como puntos de apoyo los sectores de Pacayacu, KunKuk, Shimi y Jatun Molino. 
El 26 de julio de 1996, se firmó un contrato para la exploración de hidrocarburos y posterior explotación de petróleo crudo en el Bloque 23 entre la empresa estatal Petroecuador EP y un consorcio formado por la Compañía General de Combustibles S.A. (CGC) y la Petrolera Argentina San Jorge S.A.

## Hechos

### Primeros años del conflicto y suspensión de actividades
La firma del contrato entre Petroecuador EP y la CGC en 1996, concedió a la compañía argentina 200.00. ha de superficie en Bloque 23 del Oriente ecuatoriano, afectando con ello los territorios de varias comunidades indígenas como los Sarayaku, Jatun Molino, Pacayaku, Canelos, Shaimi y Uyuimi. Precisamente el área designada para el pueblo Sarayaku -quienes abarcan mayor población y extensión territorial- abarcaba cerca del 65% del territorio concedido en el Bloque 23. El contrato estipulaba la fase de exploración sísmica para cuatro años, siendo prorrogable para dos años más, mientras que la explotación quedó estipulada para 20 años prorrogables. El contrato también estipulaba obligaciones para la compañía CGC, la cual estaba obligada a elaborar estudios de impacto ambiental, preservar el equilibrio ecológico en el área, y la obligación de obtener de terceros (poblaciones indígenas) los permisos y derechos de paso para llegar al área y/o movilizarse dentro de la misma. Se designó a la Subsecretaría de Protección Ambiental del Ministerio de Energía y Minas para que sea el ente mediador de cualquier conflicto con los pueblos indígenas.
El estudio de impacto ambiental debía ser presentado en los 6 meses siguientes a la firma del contrato, por lo que la compañía CGC, en consorcio con Petrolera Argentina San Jorge -posteriormente denominada Chevron-Burlington-, contrataron a la consultora Walsh Environmental Scientists and Engineer, Inc. para la realización del plan de impacto ambiental para la prospección sísmica, mismo que fue realizado en mayo de 1997, y aprobado por el Ministerio de Energía y Minas el 26 de agosto del mismo año. El informe indicó que en algunas áreas no se pudo realizar la visita y el estudio debido a que les fue negado el acceso por parte de los pueblos nativos. En informes posteriores del Ministerio de Energía y Minas se constató que el plan nunca se ejecutó, id est, nunca se implementó en la práctica.
Por otra parte, el Estado ecuatoriano ratificó el Convenio 169 sobre pueblos indígenas y tribales de la Organización Internacional del Trabajo (OIT), el 15 de mayo de 1998, entrando en vigor un año más tarde, el 15 de mayo de 1999. Además el 5 de junio de 1998, Ecuador adoptó la Constitución Política de 1998, en la que se reconocían varios derechos colectivos en favor de las comunidades indígenas y pueblos afroamericanos.
El 23 de abril de 1999, el Estado anunció la suspensión de todas las labores de prospección sísmica en el Bloque 23 debido a que las actividades de la compañía argentina CGC fueron afectadas por varias acciones de las comunidades indígenas de la zona contra los trabajadores y destrucciones de los campamentos. La suspensión tuvo como motivo buscar las relaciones comunitarias necesarias para solucionar los problemas suscitados. La suspensión fue prorrogada hasta septiembre de 2002.

### Estrategia de la compañíaCGCen la Amazonía ecuatoriana
El pueblo de Sarayaku manifestó que la compañía CGC en varias ocasiones pretendió gestionar la entrada de la empresa a la zona, utilizando varias estrategias como relacionamiento directo con miembros de la comunidad sin atender a la estructura jerárquica de la comunidad, ofrecimiento de caravanas médicas previo a un registro y declaración de apoyo a las actividades de la compañía, pago de sueldos con el fin de reclutar personas que avalen los trabajos de prospección, formación de grupos de respaldo, y ofrecimiento de dinero. Según lo manifestado por el pueblo de Sarayaku, en mayo de 2000 la empresa CGC ofreció dinero para infraestructuras -cerca de 60.000 dólares- y hasta 500 plazas de empleo para la comunidad, lo cual fue rechazado por la Asamblea General de Sarayaku, en presencia de representantes de la compañía, el 25 de junio de 2000. Las comunidades vecinas de Pacayaku, Shaimi, Jatún Molino y Canelos, sí habían accedido a los contratos con la CGC. Ante la negativa del pueblo de Sarayaku, en el 2001 la CGC contrató los servicios de Daymi Service S.A., que estaba conformada por especialistas en sociología y antropólogos, con la finalidad de que logren establecer relaciones comunitarias; dentro de las prácticas implementadas -según dirigentes de Sarayaku- estaban la estrategia de dividir a las comunidades, manipulando para ello a los dirigentes, fomentar campañas calumniosas y de desprestigio a lo líderes y a las organizaciones. La CGC y Daymi Service intentaron la creación de la denominada Comunidad de Independientes de Sarayaku, con la finalidad de negociar con ellos y facilitar el ingreso de la compañía a la zona. 
El 30 de julio de 2001, el Ministerio de Defensa suscribió un acuerdo de cooperación de seguridad militar con las empresas petroleras con operaciones dentro del país con el propósito de brindar seguridad a las instalaciones, como al personal que laboraban en dichas infraestructuras. Así mismo, el 26 de marzo de 2002 la compañía CGC presentó al Ministerio de Energía y Minas la actualización del Plan de Manejo Ambiental y Plan de Monitoreo para las actividades de prospección sísmica en el Bloque 23. El 17 de abril de 2002 se solicitó los antecedentes para determinar que el proyecto a ejecutarse correspondía a la misma área del proyecto sísmico aprobado en el 1997. El pueblo de Sarayaku, el  13 de abril de 2002, manifestó mediante comunicado al Ministerio de Energía y Minas su negativa ante la eventual entrada de la compañía CGC a su territorio. Sin embargo, el  2 de julio de 2002, el Ministerio aprobó la actualización del Plan de Manejo Ambiental y Plan de Monitoreo para las actividades de prospección sísmica 2D en el Bloque 23. 
La compañía CGC presentó el 26 de agosto de 2002 ante el Ministerio de Energía y Minas los cinco acuerdos de inversión que había pactado con las comunidades indígenas de Pacayaku, FENAQUIPA, AIEPRA de Jatun Molino, FENASH-P y Shaimi, así como con los Independientes de Sarayaku. En septiembre de 2002, la compañía CGC realizó la solicitud formal al Ministerio de Energía y Minas sobre el levantamiento de la fuerza mayor, y la posibilidad de reactivar las actividades de exploración o explotación. Finalmente, el 13 de noviembre de 2002 la compañía CGC presentó un informe de avance del proyecto sísmico, en el que se manifestaba que se había alcanzado un 25% de avance de los acuerdos comunitarios y que se realizó una reunión con los comunicadores sociales de la ciudad de Puyo y autoridades de la provincia de Pastaza. 

### Inicio de acciones legales por parte del pueblo de Sarayaku
El 22 de noviembre de 2002, el vicepresidente y varios vocales de la Junta Parroquial Rural de Sarayaku acudieron hasta la Defensoría del Pueblo con el objetivo de presentar una queja en contra de la prospección sísmica que se llevaba a cabo en el Bloque 23, al considerar ellos aquel acto como violatorio de derechos constitucionales, y solicitaron el respeto al territorio de Sarayaku por parte de la CGC, la salida de los elementos de las Fuerzas Armadas, y el cumplimiento de las leyes ambientales y comunitarias. El 27 de noviembre de ese mismo año, el Defensor del Pueblo dictaminó una «declaración defensorial» en la que estableció que los miembros del pueblo de Sarayaku se encontraban bajo la protección de su propia autoridad. De igual manera, se dejaba clarificado que ninguna persona ni autoridad o funcionario podría impedir el libre tránsito, circulación, navegación e intercomunicación de los miembros pertenecientes a Sarayaku por todas las tierras, y ríos que ellos requieran y necesiten realizar en legítimo derecho, caso contrario estarían sujetos a penas y sanciones establecidas en las leyes del país. 
Para el 28 de noviembre de 2002 el presidente de la Organización de los Pueblos Indígenas del Pastaza (OPIP), en calidad de representante de las 11 asociaciones de los pueblos kichwa de la provincia de Pastaza, presentó un recurso de amparo constitucional ante el Juez Primero de lo Civil de Pastaza en contra de la compañía CGC y de la empresa Daymi Services, alegando que desde 1999 la empresa argentina había ejecutado acciones diversas destinadas a negociar de forma aislada y separada con las comunidades y con los particulares lo cual suscitó una serie de conflictos internos en el seno de las organizaciones indígenas, generando un deterioro a a sus organizaciones.  
El 29 de noviembre de 2002, el Juez Primero de lo Civil de Pastaza dio paso al trámite del amparo y ordenó, como medida precautoria, la suspensión de acción alguna que afecte o amenace los derechos materia del reclamo, así como la convocatoria de una audiencia pública para el 7 de diciembre de 2002. Sin embargo, luego se enmendó la resolución, estableciendo como el día de la audiencia el viernes 6 de diciembre. La audiencia convocada no llegó a realizarse debido a que ningún representante de Sarayaku había comparecido a la audiencia mientras que la parte demandada, la compañía CGC, sí compareció. En lo posterior, el 12 de diciembre de 2002 la Corte Superior de Justicia del Distrito de Pastaza remitió un oficio al Juez Primero de lo Civil de Pastaza, mediante el cual se observó irregularidades dentro de su trámite. 

### Actividades petrolíferas de laCGCy enfrentamientos con el pueblo de Sarayaku
El programa de la CGC para la prospección sísmica dentro del Bloque 23 comprendía una extensión de 633.425 km, los cuales estarían distribuidos en 17 líneas. Inicialmente la campaña sísmica se había estimado con una duración de 6 a 8 meses, dependiendo del clima. En el área también se realizó el desbroce de senderos para el tendido de las líneas sísmicas, así como para los campamentos, zonas de descargas y helipuertos. Paralelo a esto, el 2 de diciembre de 2002 el Estado ecuatoriano adoptó un reglamento que disponía procedimientos uniformes para el sector hidrocarburífero en aras de aplicar el derecho constitucional de consulta a los pueblos indígenas; por lo cual, el 4 de diciembre se celebró una reunión en la ciudad de Quito con la participación del pueblo de Sarayaku, el gobernador de la provincia de Pastaza, directivos de Petroecuador EP, la Subsecretaría de Protección Ambiental del Ministerio de Energía y Minas, representantes de la compañía CGC, la OPIP, dirigentes del pueblo de Canelos y el Comité de Coordinación de la CGC de la Gobernación de Pastaza, en la que se manifestó y solicitó la paralización de las actividades del Bloque 23; dicha reunión no llegó a acuerdo. Al día siguiente, el 5 de diciembre el Estado ecuatoriano aprobó los puntos de monitoreo ambiental presentados por la CGC al considerar que se enmarcaban dentro de lo estipulado en la normativa jurídica 
El 12 de diciembre de 2002 un Acuerdo de Intención fue firmado entre el Subsecretario del Ministerio de Gobierno y varios representantes de las organizaciones indígenas. Sin embargo, el 7 de enero de 2003, habitantes de Chontayaku y el Consejo de Kurakas realizaron una Asamblea con la finalidad de redactar un documento manifestando la unidad de los pueblos kichwa de Sarayaku y su oposición al ingreso de la CGC al territorio ancestral.  
El 25 de enero de 2003, varios miembros de la comunidad de Sarayaku, fueron detenidos por el personal de vigilancia y seguridad de la CGC, en colaboración con el Ejército en el territorio de Sarayaku debido a una presunta la peligrosidad ya que poseían armamento y explosivos. Los miembros de Sarayaku fueron trasladados en un helicóptero de la CGC hasta la ciudad de Chonta, y posteriormente trasladados por agentes policiales en vehículos también de la compañía hasta la ciudad de Puyo, en donde fueron puestos a disposición de la Policía; fueron liberados en esa misma tarde. Sin embargo, luego de esas detenciones, el 28 de enero fue abierto un procedimiento en fase de indagación previa por el Agente Fiscal del Distrito de Pastaza, y finalmente el 7 de octubre de ese mismo año, el Juzgado Primero de lo Penal de Pastaza emitió órdenes de prisión preventiva en contra de varios de los miembros de Sarayaku por delitos supuestos delitos de plagio y robo agravado. Varias de esas órdenes de prisión fueron en lo posterior revocadas y algunos miembros de Sarayaku obtuvieron auto de sobreseimiento; no así Marcelo Gualinga Gualinga, líder Sarayaku, quien fue condenado a un año de prisión por el delito de tenencia de explosivos. Gualinga salió en libertad luego de cumplir su condena.

### Campamentos de vigilancia, colocación depentolitay consecuencias negativas para Sarayaku
En noviembre de 2002, luego de la reactivación de la fase de exploración sísmica y el ingreso de la CGC al territorio sarayaku, la Asociación del pueblo kichwa de Sarayaku declaró una emergencia que llevó a la comunidad a paralizar sus actividades económicas, administrativas y escolares cotidianas por un período de entre 4 a 6 meses. Miembros de la comunidad, con el objetivo de resguardar los límites los territorios comunales e impedir la entrada de la compañía, organizaron los denominados «campamentos de paz y vida» en los linderos de su territorio, siendo constituidos 6 campamentos, cada uno por 60 a 100 personas; los únicos miembros de la comunidad que no se dedicaron a la vigilancia fueron los ancianos o yachak, los enfermos y algunos niños aún en edad de no caminar, quienes se quedaron en el poblado de Sarayaku Centro. Durante estas fechas, los miembros del pueblo Sarayaku vivieron en la selva; mientras que los cultivos y la comida se agotaban y, durante varios meses, las vigilantes sobrevivieron de los recursos de la naturaleza. Entre octubre de 2002 y febrero de 2003, los trabajos de la empresa petrolera avanzaron un 29% al interior del territorio de Sarayaku. La compañía CGC cargó 467 pozos con aproximadamente 1433 kg de explosivos de pentolita, tanto a nivel superficial como a profundidad, y los dejó sembrados en los territorios que conformaban el Bloque 23.
La Asociación de la Industria Hidrocarburífera del Ecuador, el 6 de febrero de 2003, informó al Estado que la CGC había declarado un estado de fuerza mayor, por lo que suspendió los trabajos de exploración. Para el 10 de febrero, la compañía argentina manifestó que estaba dispuesta a seguir con la campaña de registración sísmica, sin embargo, hasta el 15 de junio, la CGC mantenía la suspensión.
La Defensoría del Pueblo de Pastaza dictó el 10 de abril de 2003 una resolución sobre la queja del 2002, a la cual acogía parcialmente y determinó que el señor ministro de Energía y Minas, el presidente del directorio de Petroecuador EP, y el apoderado de la compañía CGC, habían violado la normativa jurídica e instrumentos internacionales.
En julio de 2003, el pueblo de Sarayaku había tenido graves afectaciones a su vida espiritual debido a que la CGC destruyó varios árboles, entre ellos los de Linpungo, necesario para la creación de medicina ancestral; así también, como la apertura de trochas sísmicas, destrucción de cuevas, envenenamiento de fuentes de agua y ríos subterráneos, de vital importancia para la comunidad, sumado a la tala de árboles de incalculable valor cultural. La creación de helipuertos y la entrada de helicópteros destruyó la Montaña Wichu kachi, de gran valor dentro de la cosmovisión del pueblo de Sarayaku, el cual se vio forzado a suspender actos y ceremonias ancestrales, como la denominada Uyantsa, la festividad más importante que tiene lugar anualmente en los meses de febrero. Las líneas sísmicas fueron colocadas junto a lugares sagrados utilizados para ceremonias de iniciación de joven a adulto.
Entre los meses de febrero de 2003 y diciembre de 2004 el pueblo de Sarayaku denunció en varias ocasiones una serie de amenazas y hostigamientos en su contra perpetrados por miembros de la comunidad de Canelos. El 4 de diciembre de 2003, alrededor de 120 miembros del pueblo de Sarayaku sufrieron agresiones con palos, machetes, piedras y armas de fuego por miembros del pueblo de Canelos, en presencia de la Policía, cuando se dirigían a una marcha pacífica convocada para el 5 y 6 de diciembre en la ciudad de Puyo, en contra de la militarización del Bloque 23. Al parecer, desde el día 1 de diciembre, el pueblo de Sarayaku había invitado al pueblo de Canelos a participar de la marcha; sin embargo, al día siguiente la Asociación de Indígenas Kichwas de Canelos «Palati Churicuna» rechazó la propuesta y se mostró a favor de las actividades petrolíferas. Luego de los incidentes del 4 de diciembre, el teniente de Policía Wilman Aceldo logró reunirse con los líderes de Canelos, quienes advirtieron que las decisiones de su comunidad deben respetarse o sucederían peores encuentros.

### Resoluciones a favor de Sarayaku
El 8 de mayo de 2003, la Comisión de Derechos Humanos del H. Congreso Nacional de la República, luego de realizar una visita al pueblo de Sarayaku, emitió un informe en el que se llegó a la conclusión de que el Estado, y los ministerios tanto de Medio Ambiente, como de Energía y Minas, violaron la Constitución Política de la República, ya que no consultaron previamente a la comunidad sobre la prospección y explotación de recursos no renovables halladas y por hallar en los territorios comunales, generando una afectación ambiental y cultural. La Comisión legislativa también concluyó que la empresa CGC desconoció a la dirigencia de la OPIP ya que negoció malintencionadamente con las comunidades de forma aislada, produciendo enfrentamientos entre las mismas. De igual manera se constataron los daños a la flora y fauna del territorio. Finalmente, el informe hizo hincapié en los daños y violaciones a los derechos humanos que sufrió la comunidad de Sarayaku.
Además, el 5 de diciembre de 2003 la Defensoría del Pueblo de la provincia de Pastaza impulsó de oficio un trámite de queja y en una resolución llegó a la conclusión de que lo dirigentes y miembros del pueblo de Canelos eran responsables de la violación del derecho a transitar libremente por el territorio nacional, el cual estaba garantizado y reconocido en la Constitución Política; también, eran responsables de infracciones penales sancionadas por el Código Penal; y también, por atentar contra disposiciones estipuladas en instrumentos internacionales. Por otra parte, ante una denuncia de la Defensoría del Pueblo, el 9 de diciembre, la Fiscalía Distrital de Pastaza inició un expediente en etapa de indagación previa por los hechos violentos del pueblo de Canelos contra los de Sarayaku.
El 3 de agosto de 2007 el Ministerio de Minas y Petróleos suscribió un Convenio de Cooperación Interinstitucional con la Policía Nacional, con la finalidad de retirar la pentolita del territorio de Sarayaku. Sin embargo, el 20 de abril de 2009 el Consejo de Administración de Petroecuador levantó la suspensión de las actividades en los bloques 23 y 24 que había sido impuesta desde 2003. Ya en el mes de julio de 2009 el Estado inició un proceso de negociación con la empresa CGC para dar por terminados los contratos de participación; finalmente, el 19 de noviembre de 2010, mediante escritura pública, la estatal Petroecuador EP firmó un Acta de Terminación por mutuo acuerdo del contrato de participación para la exploración y explotación de petróleo crudo en el Bloque 23 con la empresa argentina CGC.

## Proceso dentro del Sistema Interamericano de Derechos Humanos

### Comisión Interamericana de Derechos Humanos
La petición inicial de ingreso de la causa al Sistema Interamericano de Derechos Humanos se realizó el 19 de diciembre de 2003. La petición fue realizada ante la Comisión Interamericana de Derechos Humanos (CIDH) por la Asociación del Pueblo Kichwa de Sarayaku (en kichwa: Tayjasaruta), por el Centro de Derechos Económicos y Sociales (CDES) y por el Centro por la Justicia y el Derecho Internacional (CEJIL). 
El 15 de junio de 2004 la CIDH sometió a consideración de la Corte IDH un pliego de solicitud de medidas provisionales a favor del pueblo de Sarayaku, las cuales fueron ordenadas por el Tribunal competente el 6 de julio de 2004. 
La CIDH aprobó el 13 de octubre de 2004 un informe de admisibilidad con número 62/042, el cual declaró apto al caso para continuar con el trámite. Años más tarde, el 18 de diciembre de 2009, aprobó el Informe de Fondo 138/093 y designó como delegados a Luz Patricia Mejía (comisionada), Santiago Canton (secretario ejecutivo), Elizabeth Abi-Mershed (secretaria ejecutiva adjunta), Isabel Mandariaga (abogada) y Karla Quintaba Osuna (abogada). 

#### Derechos vulnerados
De acuerdo a lo manifestado por CIDH, la Comisión encontró culpabilidad por parte del Estado por la violación de los siguientes derechos:
- el derecho a la propiedad privada, reconocido en el artículo 21, en relación con los artículos 13, 23 y 1.1 de la Convención Americana sobre Derechos Humanos, en perjuicio del pueblo de Sarayaku;

- el derecho a la vida, a las garantías judiciales y a la protección judicial, contemplados en los artículos 4, 8 y 25, en relación con el artículo 1.1 de la Convención Americana sobre Derechos Humanos, en perjuicio de la comunidad del pueblo de Sarayaku;

- el derecho de circulación y residencia reconocido en el artículo 22, en relación con el artículo 1.1 de la Convención Americana;
- el derecho a la integridad personal reconocido en el artículo 5 de la Convención Americana, en relación con el artículo 1.1 de la misma, en perjuicio de 20 miembros del pueblo kichwa de Sarayaku; y,
- el deber de adoptar disposiciones de derecho interno reconocido en el artículo 2 de la Convención Americana, y

### Corte Interamericana de Derechos Humanos

#### Sentencia
La decisión de la Corte Interamericana de Derechos Humanos dentro del caso fue favorable para el pueblo Sarayaku declarando -en primer lugar- la responsabilidad del Estado ecuatoriano en referencia a las violaciones de varios derechos como los de consulta, propiedad comunal indígena, identidad cultural, garantías judiciales, protección judicial, y por haber puesto en peligro los derechos a la vida e integridad personal.
La Corte IDH también dispuso la sentencia como una forma de reparación; además, ordenó al Estado ecuatoriano a retirar toda la pentolita que fue hallada sobre la superficie y la que fue enterrada, dentro del territorio de Sarayaku.
Instó también la Corte IDH, que para futuros casos de actividades petrolíferas, el Estado debe previamente organizar consultas con los pueblos afectados, para lo que también se ordenó que adopte medidas legislativas y administrativas para garantizar el derecho de consulta de pueblos y comunidades indígenas y tribales.
El Estado ecuatoriano, por decisión del caso, también debía ofrecer disculpas públicas en acto público en donde haría un reconocimiento de responsabilidad internacional por los hechos de la actividad petrolífera dentro del territorio sarayaku.